# کاترین کوکسون

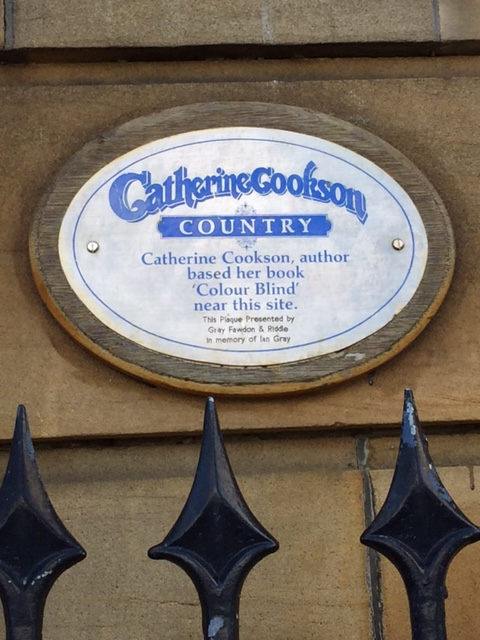
کاترین کوکسون نویسنده برتر با بیش از ۱۰۰ کتاب

کاترین کوکسون (‎ (به انگلیسی: Catherine Cookson) ‏) (۲۷ ژوئن ۱۹۰۶–۱۱ ژوئن ۱۹۹۸) از نویسندگان بریتانیایی است که خوانندگان بسیاری جذب آثارش شده‌اند. او نخستین رمانش را در سال ۱۹۵۰ منتشر کرد اما آنچه سبب شهرت وی شد انتشار اثر او با عنوان «خیابان پانزدهم» بود.
او تقریباً ۱۰۰ کتاب نوشت که بیش از ۱۲۳ میلیون نسخه از آن‌ها به فروش رسید و رمان‌هایش به۲۰ زبان ترجمه شد. با اقتباس از آثار وی چندین فیلم سینمایی ساخته شده‌است. «مرد بزرگ» و «مردی که گریه می‌کرد» از دیگر آثار او هستند.
زندگی فقیرانه دوران نوجوانی او در شمال شرق انگلستان الهام‌بخش زمینه‌ها و مکان‌های داستان‌های اوست.